# 包劳巴什
包劳巴什（匈牙利語：Barabás），是匈牙利索博尔奇-索特马尔-拜赖格州所辖的一个村。总面积38.19平方公里，总人口759，人口密度19.9人/平方公里（2011年1月1日）。